# Paul Grau
Pour les articles homonymes, voir Grau (homonymie).
Paul Grau, né le 15 avril 1950 à Uster (canton de Zurich), est un producteur, réalisateur et acteur suisse.

## Biographie
En 1980, Paul Grau a fondé la société de production Reflection Film AG. En tant que directeur de production, il a travaillé sur les films Les Bourgeoises de l'amour (1980), Le Corps et le Fouet (1980, également acteur), Six Suédoises à la pompe (1980) et Les Filles amoureuses du pharmacien (1982).
Sa première œuvre en tant que réalisateur, Mad Foxes, est sorti en 1981. Il a également été co-réalisateur avec Erwin C. Dietrich du film Sechs Schwedinnen auf der Alm (1983).
En 1988, il a fondé avec deux partenaires la société de production Eden TV. Cette société de production a produit des émissions pour la télévision privée naissante en Suisse. En 1992, l'entreprise est devenue partenaire de la chaîne de télévision privée Zürich 1. En 2009, la société Eden TV a été dissoute.[réf. nécessaire]
En 1994, Reflection Film AG, dont Paul Grau est le propriétaire, a fondé avec le plus grand câblo-opérateur de Suisse, Rediffusion AG, la première chaîne de télévision privée commerciale suisse, Star TV. Paul Grau est l'actionnaire principal et le directeur de Star TV.[réf. souhaitée]

## Filmographie

### Réalisateur
- 1981 : Mad Foxes (Los violadores)
- 1983 : Sechs Schwedinnen auf der Alm

### Producteur
- 1975 : Les Putain de la ville basse (Downtown - Die nackten Puppen der Unterwelt) de Jesús Franco
- 1980 : Six Suédoises à la pompe ou Filles sans voile (Sechs Schwedinnen von der Tankstelle) d'Erwin C. Dietrich
- 1980 : Les Bourgeoises de l'amour (Die Nichten der Frau Oberst) d'Erwin C. Dietrich
- 1980 : Le Corps et le Fouet (Gefangene Frauen) d'Erwin C. Dietrich
- 1982 : Les Filles amoureuses du pharmacien (Julchen und Jettchen ~ die verliebten Apothekerstöchter) d'Erwin C. Dietrich

### Acteur
- 1980 : Le Corps et le Fouet (Gefangene Frauen) d'Erwin C. Dietrich : le docteur
- 1981 : Mad Foxes (Los violadores) de lui-même : le professeur de karaté